# Bogdan Drăgoi
Bogdan Alexandru Drăgoi (Bukarest, 1980. május 27. –) román politikus, 2012-ben az Ungureanu-kabinet pénzügyminisztere.

## Élete
A massachusetts-i Tufts University-n szerzett diplomát. Köztisztviselői karrierje előtt a magánszektorban dolgozott, az Inquam Limited UK munkatársa és üzleti elemzője volt (2002–2004), majd 2004 és 2006 között a FocusSat SA România részvényes-alelnöke.
2006 áprilisa és szeptembere között az Európai Integrációs Minisztérium tanácsadója, majd 2006 szeptemberétől 2007 novemberéig pénzügyi államtitkár. 2007 novemberében a bukaresti főpolgármesteri hivatal gazdasági igazgatójának nevezték ki, ahol feladatát 2008 júniusáig látta el. 2009 januárjától ismét pénzügyi államtitkár, majd a 2012 februárjában megalakuló Ungureanu-kormány pénzügyminisztere.